# Estação Ferroviária de Pontevedra-Universidade
Pontevedra-Universidade é um apeadeiro na linha Redondela-Santiago de Compostela. Está localizado no município de Pontevedra, a norte da cidade, na Comunidade Autónoma da Galiza em Espanha.
Inaugurado em 2001, é servido pela Media Distancia Renfe. Serve o campus de Pontevedra.

## Localização ferroviária
A uma altitude de 17 metros, o apeadeiro Pontevedra-Universidad está situado no quilómetro 19,9 da bitola ibérica Redondela-Santiago de Compostela, entre as estações ferroviárias de Pontevedra e Portela.

## História
Em Novembro de 1998, começaram a ser discutidas datas específicas para a construção de um apeadeiro ferroviário perto do campus de Pontevedra. As obras para o apeadeiro do campus foram adjudicadas em Julho de 1999.
O apeadeiro Pontevedra-Universidad foi finalmente posto em serviço pela Renfe em Outubro de 2001 para servir o campus de Pontevedra.
Desde 31 de Dezembro de 2004, o ADIF é o operador do apeadeiro. Em Junho de 2021, o ADIF decidiu melhorar as rampas de acesso ao apeadeiro e a iluminação.

## Serviço de passageiros

### Descrição
O apeadeiro tem duas plataformas com circuito fechado de televisão, abrigos para passageiros e painéis informativos electrónicos de chegada e partida de comboios, um dispositivo de chamada de emergência et um relógio

### Serviços
Pontevedra-Universidad é servida por comboios do serviço Media Distancia Renfe, principalmente com origem ou destino nas estações ferroviárias de A Coruña, Pontevedra, Santiago de Compostela e Vigo-Guixar .
| Linha    | Rota                   | Cidades e vilas atendidas |
| -------- | ---------------------- | --- |
| Regional | A Coruña - Vigo Guixar | A Coruña - Uxes - Cerceda-Meirama - Ordes - Santiago de Compostela - Padrón - Pontecesures - Catoira - Vilagarcía de Arousa - Pontevedra-Universidad - Pontevedra - Arcada - Redondela-Picota - Redondela - Vigo-Guixar |

### Transporte intermodal de passageiros
Os autocarros atendem servem o apeadeiro e o campus da universidade.

## Galeria

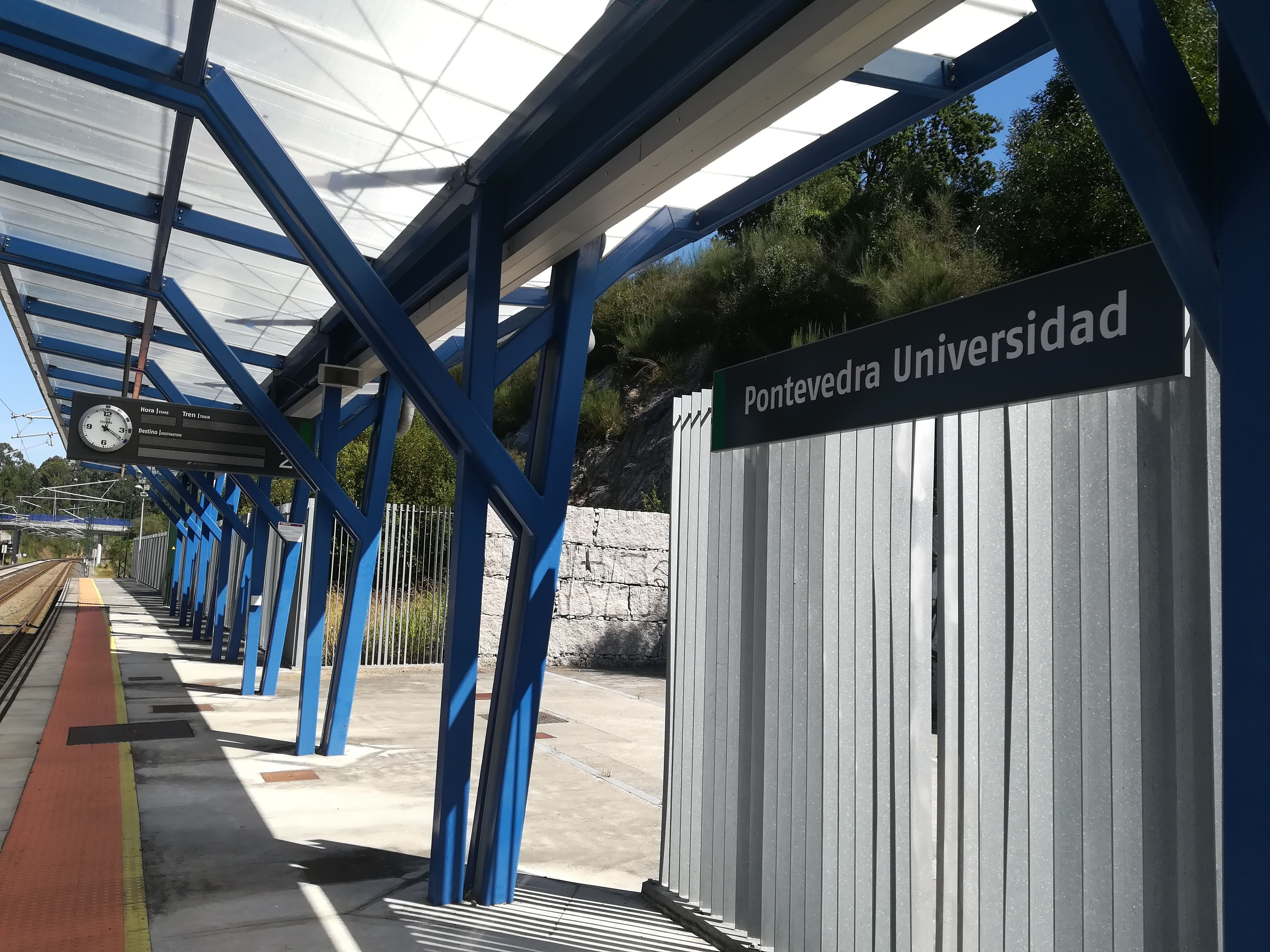
Placa com o nome da estação, relógio e painel eletrónico
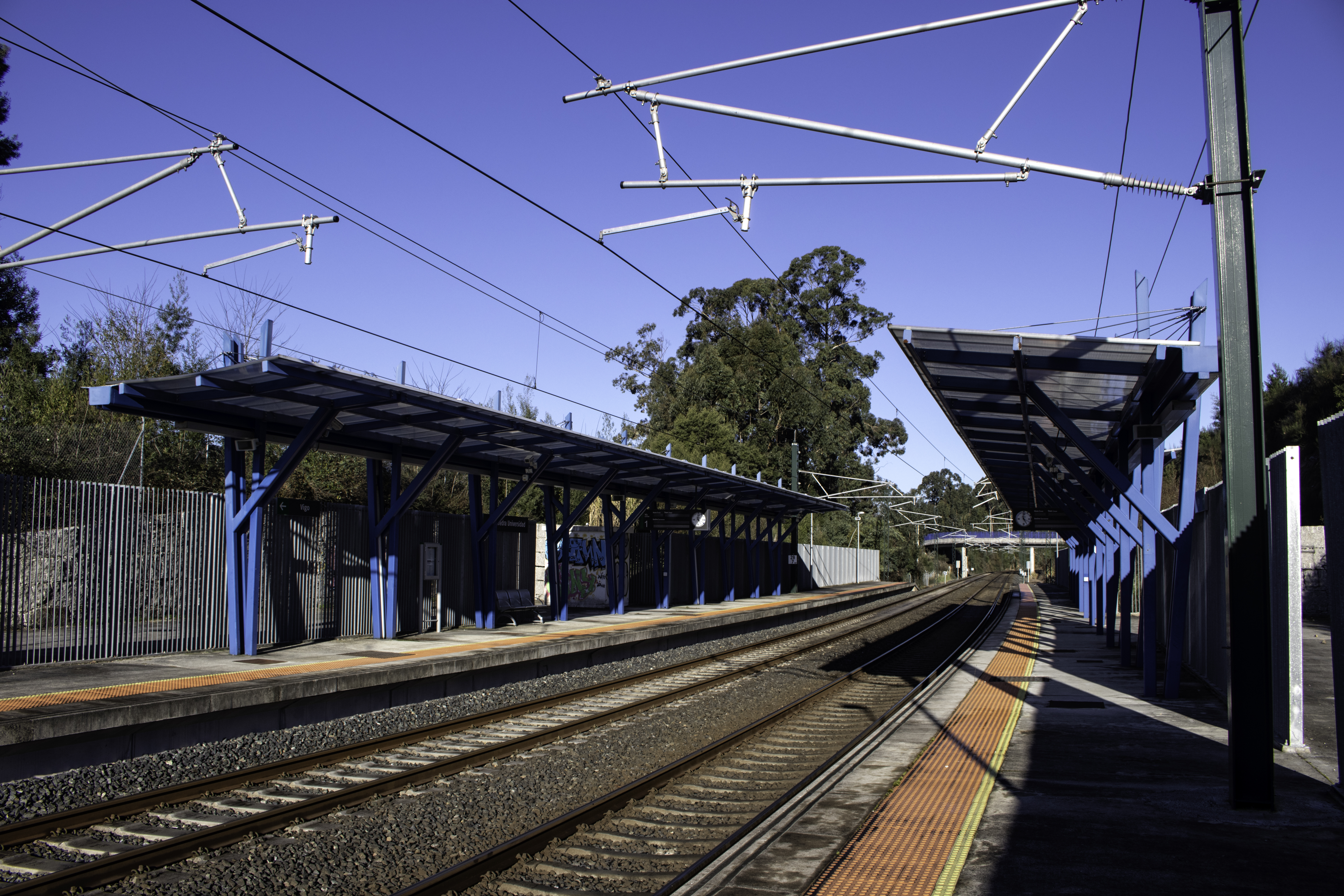
Plataformas da estação Pontevedra-Universidad

### Artigos relacionados
- Estação ferroviária de Pontevedra
- Administrador de infraestructuras ferroviarias